# Accord de paix d'Accra concernant le Liberia
Ne doit pas être confondu avec Accords d'Accra.
L'Accord de paix d'Accra concernant le Liberia est un accord de paix d'août 2003 mettant fin à la deuxième guerre civile libérienne et organisant la transition vers un régime démocratique après la démission de Charles Taylor le 11 août 2003 (il avait été élu président du Liberia en 1997). L'accord a été négocié sous l'égide de la Communauté économique des États de l'Afrique de l'Ouest. Un des points marquants de cet accord est de substituer le jeu politique à la logique des armes, en obtenant notamment le retrait des principaux membres de l'entourage de Charles Taylor ainsi que des deux mouvements rebelles, qui renoncent à faire fonction de président ou vice-président.

## Les négociations pour élaborer cet accord
Des négociations, pour élaborer cet accord, ont lieu à Accra, capitale ghanéenne. Ces négociations sont placées sous l'égide de la Communauté économique des États de l'Afrique de l'Ouest (Cedeao), l'organisation régionale ouest-africaine. Abdulsalami Abubakar, ancien chef d'État du Nigeria, y intervient également comme médiateur. Ces négociations se déroulent au Ghana pendant quelques mois (elles ont commencé avant même la démission de Charles Taylor, lorsque les troupes de celui-ci étaient encerclées par les forces rebelles). Ces négociations réunissaient le Gouvernement du Libéria, les deux mouvements rebelles (le mouvement des Libériens unis pour la réconciliation et la démocratie (LURD), dirigé par Sekou Conneh, et le Mouvement pour la démocratie au Libéria (MODEL), dirigé par Thomas Nimely) et des principaux partis politiques libériens,.
Les négociations aboutissent le 18 août 2003.

## Principales dispositions de cet accord de paix
Parmi les principales dispositions convenues dans ces accords, des élections présidentielles sont prévues fin 2005, suivies de la tenue de législatives.
Le président Moses Blah, à qui Charles Taylor, en démissionnant, a transmis le flambeau de la présidence du Liberia en tant que vice-président, doit quitter les fonctions de président dès le 14 octobre 2003. 
Entre octobre 2003 et fin 2005, l'accord de paix organise une transition. Il prévoit la mise en place, dès le 15 octobre 2003, d'une assemblée intérimaire de 76 membres, dont 36 proviendront, à parité, des rangs des partisans de Charles Taylor et des deux mouvements rebelles, les autres devant être désignés par les partis politiques (18 représentants), la société civile (7 représentants) et par les quinze comtés du Liberia (1 représentant par comté). Un président, des vice-présidents et un gouvernement seont désignés par cette assemblée. Ce président, ces vice-présidents et les principaux ministres du cabinet gouvernemental intérimaire n'auront pas le droit de se présenter aux élections prévues fin 2005,. Les responsables des mouvements rebelles renoncent à postuler comme président ou vice-président pendant cette transition,.
Le document prévoit aussi la mise en place d'une Commission vérité et réconciliation, sur le modèle de la commission sud-africaine ayant soldé le passé de l'apartheid.  Dans le cas du Libéria, la Commission devra établir les violations des droits de l'homme commises par les belligérants pendant les guerres civiles. Elle procédera par des auditions publiques où les auteurs de crimes pourraient obtenir l'amnistie en échange d'aveux complets,.